# Friedrich de Wolff

Friedrich de Wolff

Friedrich Wilhelm de Wolff (* 6. März 1812 in Recklinghausen; † 10. August 1875 in Essen) war ein deutscher Jurist und Politiker.

## Leben
Friedrich de Wollf war der Sohn ein aus den Niederlanden stammenden Seekapitäns und preußischen Majors. Nach der Schulausbildung studierte er Rechtswissenschaften und wurde Oberlandesgerichtsreferendar.
Vom 16. Januar 1844 bis 1868 war de Wolff Bürgermeister der Bürgermeisterei Altenessen, die 1813 gegründet wurde und zu der bis 1874  Frillendorf, Huttrop, Karnap, Schonnebeck, Katernberg, Rotthausen, Rüttenscheid und Stoppenberg gehörten. In Personalunion war de Wolff ebenfalls vom 16. Januar 1844 an Bürgermeister der Stadt Steele. Das Amt bekleidete er bis zum 6. Mai 1851. Im Jahr 1929 wurde Steele zur Stadt Essen eingemeindet.
1845 heiratet de Wolff Ernestine geborene Honigmann aus der Essener Unternehmerfamilie Honigmann, deren Familienmitglied Ernst Honigmann 1866 zu den Gründern der Essener Maschinenbau-Aktiengesellschaft gehörte.
In Essen-Altenessen-Süd wurde die ehemalige Albertstraße 1905 als De-Wolff-Straße nach ihm benannt.